# 明將壽司

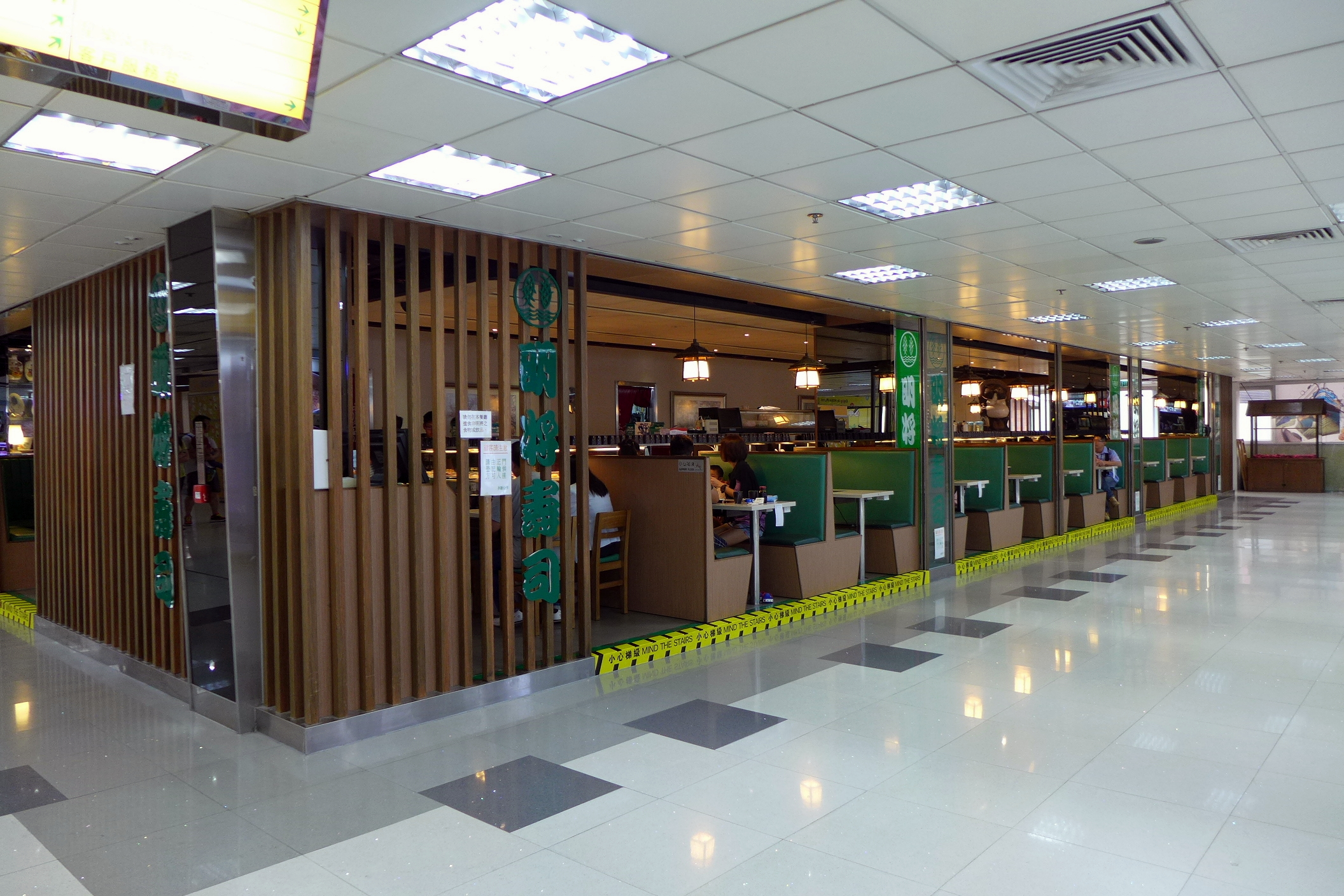
明將壽司位於沙田希爾頓中心之分店，在2020年3月底結業

明將壽司，全名明將迴轉壽司餐廳（Ming General Japanese Sushi Restaurant），簡稱明將，是香港一家已結業的廉價壽司放題連鎖店，全盛時期開設十多間分店，其中數間分店提供約50元的任食壽司服務。旗艦店設於西九龍中心，佔地4,555平方呎。還有旺角、屯門、粉嶺、天水圍、深水埗等分店都有提供壽司放題。不過並非每一間分店都設有壽司放題服務。
2014年5月27日，西九龍中心之旗艦店裝修後，改名為韓日燒自助餐廳重新營業，但轉型後已不如「明將壽司」時代般聞名，該店至2024年6月結業。

## 簡介
明將壽司標榜「極平價錢廉價壽司」以吸引一些消費力較低的顧客，由於明將是「港式壽司店」，曾自創出多種不同的獨特壽司，最著名的便是「紅豆軍艦」，而其餘自創壽司包括「啫喱壽司」、「鹹魚壽司」等，由於這些壽司實在太匪夷所思，常令顧客和國民哭笑不得，成為茶餘飯後的話題，更被封為「劣食」。
明將壽司以廉價而低素質的壽司起家，被明報稱為「地獄壽司」、曾繁光形容明將是騙人的壽司店，陳淑莊試食時更差點「噎死」。因此常被網民作為惡搞題材。
2014年5月27日，西九龍中心店以「韓日燒自助餐廳」重新營業。
2014年6月，《華爾街日報》亞洲版以題為「劣食兵團的明將愛與恨」（Bad-Eating Groups' Love to Hate Hong Kong’s Ming General Restaurant）報道該店。
2015年12月，「明將壽司」只餘粉嶺（名都商場二樓）、沙田（希爾頓中心）及屯門（卓爾廣場二樓）分店。
2016年6月，「明將壽司」只餘沙田及屯門分店。
2020年3月，最後一間「明將壽司」分店（沙田）結業。僅西九龍中心店以「韓日燒自助餐廳」營業；至2024年6月下旬，西九龍中心「韓日燒自助餐廳」亦正式結業。